# Chapelle du Saint-Marie du Rosaire

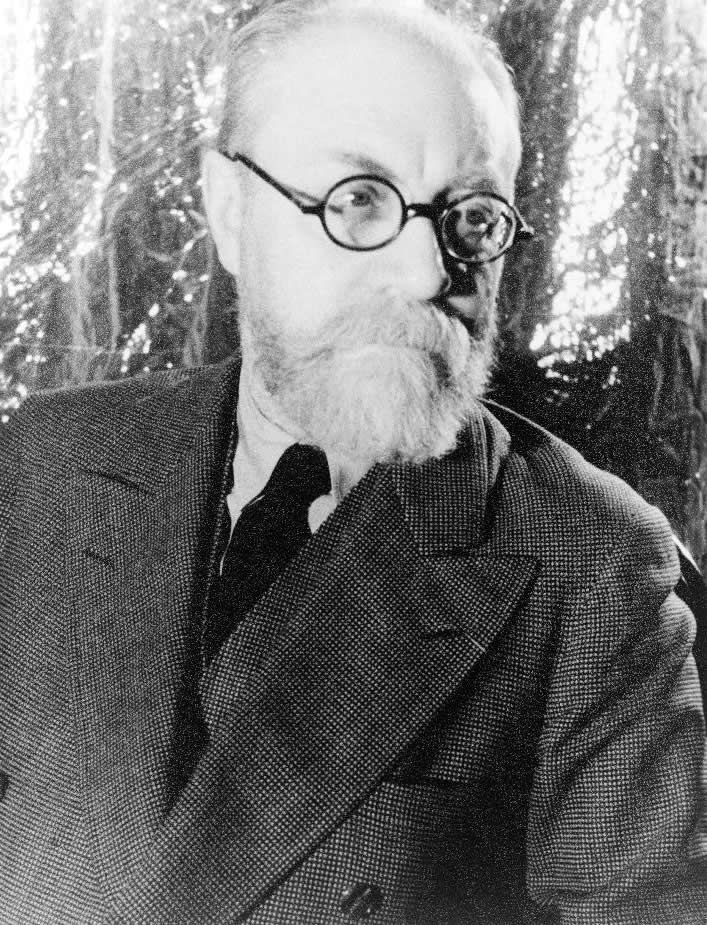
Matisse nel 1933

La Chapelle du Saint-Marie du Rosaire (in italiano "Cappella di Santa Maria del Rosario") è una costruzione religiosa cristiana cattolica che si trova a Vence nel dipartimento Provenza-Alpi-Costa Azzurra, progettata e decorata da Henri Matisse tra il 1949 e il 1951 per le suore domenicane del paese.
Il 22 giugno 2011 è stata inaugurata nei Musei Vaticani la Sala Matisse che ospita il materiale progettuale preparatorio per la realizzazione della Cappella di Vence.

## Genesi e progetto della Cappella
Durante la lunga degenza per una grave malattia, Henri Matisse sviluppò un'importante amicizia con un'allieva infermiera di nome Monique Bourgeois. Monique fece anche da modella per Matisse, che nel 1942 la ritrasse in Monique e L'idolo, nel 1943 in Il vestito verde e le arance e Tabac royal. Nel 1944, in seguito alla sua vocazione religiosa, Monique entrò nella comunità dell'ordine domenicano di Vence assumendo il nome di Sœur Jacques-Marie. Matisse, ormai costretto sulla sedia a rotelle, si trasferì dunque da Nizza a Vence nelle vicinanze del convento della suora. 
(Matisse, lettera ad André Rouveyre, 27 aprile 1947)
Nel 1947 la giovane suora chiese all'artista la disponibilità a progettare una cappella vicino al convento, e lui rispose affermativamente, nonostante non avesse mai sviluppato progetti architettonici. 
Nello stesso anno il frate domenicano Louis-Bertrand Rayssiguier propose a Matisse il progetto planimetrico per l'edificio, ed insieme ne stabilirono le linee basilari, ma ben presto emersero idee divergenti ed il frate propose l'intervento di Le Corbusier, che Matisse rifiutò, ma accettò quello di Auguste Perret.
Matisse sviluppò i disegni dei pannelli decorativi, i dipinti al suo interno, le vetrate della cappella, l'altare e tutto l'arredo sacro, compresi gli abiti del celebrante. Quest'opera, a detta di Matisse, fu "il capolavoro della sua esistenza".

## Esterno
La cappella si presenta come una bianca struttura a L, volutamente spoglia ed essenziale, della quale sono evidenti le ampie vetrate ed il tetto con motivo azzurro e bianco sovrastato da una croce forgiata in ferro con campana disegnata dal maestro. All'esterno della Cappella è presente anche un piccolo giardino.

## Interni
Si giunge all'interno della cappella dalla via soprastante, scendendo una ripida scalinata. 
La colorazione dell'ambiente, totalmente bianco, è fortemente determinata dalle vetrate a motivi floreali a tinte gialle, verdi e blu. 
Sulle altre pareti si individuano le decorazioni di Matisse realizzate su ceramica bianca, raffiguranti la Via Crucis, San Domenico e Madonna con bambino. L'altare di pietra è posto di traverso rispetto all'auditorio, in modo da essere rivolto sia verso la zona dei fedeli che quella riservata al clero.

## Museo
Sul retro della Cappella si trova un piccolo museo con alcune opere di Matisse, compresi vari bozzetti delle fasi di studio per la realizzazione della Cappella, copie delle principali opere dell'autore ed alcune realizzazioni di abiti per le celebrazioni liturgiche.